# Les Aventures de Kid Danger
Henry Danger
Les Aventures de Kid Danger (The Adventures of Kid Danger) est une série télévisée d'animation américaine en dix épisodes de 22 minutes créée par Dan Schneider et diffusée du 15 janvier 2018 au 14 juin 2018 sur Nickelodeon.
C'est une version animée de la série américaine Henry Danger.
En France, la série est diffusée en avant première le 19 mai 2018 puis elle est diffusée officiellement du 28 mai 2018 au 29 septembre 2018 sur Nickelodeon France. Elle reste inédite dans les autres pays francophones.

## Synopsis
La vie paisible de Swellview est quotidiennement menacée par divers méchants. Tout au long de leurs aventures et avec l'aide de leurs camarades, Kid Danger et Captain Man n'ont qu'un seul but : protéger les citoyens en rendant la justice à la ville.

## Distribution
- Henry Hart / Kid Danger (VO : Jace Norman ; VF : Gauthier de Fauconval)
- Ray Manchester / Captain Man (VO : Cooper Barnes ; VF : Nicolas Matthys)
- Schwoz (VO : Michael D. Cohen ; VF : Peppino Capotondi)
- Charlotte Page (VO : Riele Downs ; VF : Elsa Poisot)
- Jasper Dunlop (VO : Sean Ryan Fox ; VF : Bruno Borsu)
- Piper Hart (VO : Ella Anderson ; VF : Nancy Philippot)
- Jack Hart (VO : Jeffrey Nicholas Brown ; VF : Marc Weiss)
- Siren Hart (VO : Kelly Sullivan ; VF : Maia Baran)

Voix additionnelles :
- Maxime Baudouin - Bruno Borsu - Karim Chihab

Version française :
- Société de doublage : Lylo Media Group
- Direction artistique : Cécile Florin
- Adaptation des dialogues : Jennifer Grossi
- Enregistrement et mixage : Edwige Chandelier

## Production

### Développement
La série animée de Nickelodeon, sous le titre de travail Les aventures de Kid Danger et Captain Man en mars 2017, a été commandé pour 10 épisodes. Son producteur exécutif est Dan Schneider,.
Avant sa diffusion télévisuelle, il a fait ses débuts en juillet 2015 sous la forme d'une série numérique abrégée Nickelodeon, également créée par Dan Schneider.

### Attribution des rôles
La série est un spin-off de la série Henry Danger et comprend les voix de Jace Norman, Cooper Barnes, Michael Cohen, Riele Downs, Sean Ryan Fox, Ella Anderson et Jeffrey Nicholas Brown.

### Fiche technique
Sauf indication contraire, les informations mentionnées dans cette section peuvent être confirmées par les bases de données cinématographiques IMDb et Allociné,  présentes dans la section « Liens externes ».
- Titre original : The Adventures of Kid Danger
- Titre français : Les Aventures de Kid Danger
- Basé sur : Henry Danger par Dan Schneider & Dana Olsen
- Création : Dan Schneider
- Réalisation : Donovan Cook, Régis Camargo, Zac Moncrief, Ashley Long, Damil Bryant
- Scénario : Dan Schneider, Sean Gill, Jana Petrosini, Jake Farrow, Joe Sullivan, Dave Malkoff
- Musique :
  - Compositeur(s) : Michael Corcoran
  - Compositeur(s) de musique thématique : Michael Corcoran
- Production :
  - Producteur(s) : Patrick Inness, Lizbeth Velasco
  - Producteur(s) exécutive : Dan Schneider
- Société(s) de production : Powerhouse Animation, Schneider's Bakery, Nickelodeon Productions
- Société(s) de distribution : Nickelodeon
- Pays d'origine :  États-Unis
- Langue originale : Anglais
- Format :
  - Format image : HDTV (1080i)
  - Format audio : Dolby Surround 5.1
- Genre : Animation, Jeunesse
- Diffusion :  États-Unis,  Canada,  France,  Royaume-Uni,  Irlande
- Classification : Tout public

### Diffusion internationale
La série a eu une avant-première de ses deux premiers segments dans le cadre de Toon in for Danger de Nickelodeon le 15 janvier 2018. Les aventures de Kid Danger a été officiellement diffusée sur Nickelodeon le 19 janvier 2018.
Au Canada, la série a été diffusée depuis le 9 janvier 2018 sur YTV. Au Royaume-Uni et en Irlande, elle a été diffusée en même temps que l'épisode de la série américaine Henry Danger "Animé par l'Aventure", le 9 avril 2018 sur NickToons,.

## Épisodes
| Saison | Saison | Épisodes | États-Unis      | États-Unis    | France          | France            |
| Saison | Saison | Épisodes | Début de saison | Fin de saison | Début de saison | Fin de saison     |
| ------ | ------ | -------- | --------------- | ------------- | --------------- | ----------------- |
|        | 1      | 10 (20)  | 15 janvier 2018 | 14 juin 2018  | 19 mai 2018     | 29 septembre 2018 |

| N° | {{{1}}} | Titre français               | Titre original       | Première diffusion, |
| -- | ------- | ---------------------------- | -------------------- | ------------------- |
| 1  | 1a      | Le monstre du pop-corn       | Popcorng Monster     | 15 janvier 2018     |
| 1  | 1b      | Game of Drones               | Game of Drones       | 15 janvier 2018     |
| 2  | 2a      | Les bébés clones             | Clone Babies         | 26 janvier 2018     |
| 2  | 2b      | Les araignées volantes       | Flying Spiders       | 26 janvier 2018     |
| 3  | 3a      | Saucisses Texanes            | Texas Weiners        | 2 février 2018      |
| 3  | 3b      | YouhouTube                   | Yoohoo Tube          | 2 février 2018      |
| 4  | 4a      | Charlottopieuvre             | Octo-Charlotte       | 9 février 2018      |
| 4  | 4b      | Des ennuis à Tropikini       | Trouble in Tropikini | 9 février 2018      |
| 5  | 5a      | Bla-bla-bloup                | Fish Talker          | 16 février 2018     |
| 5  | 5b      | Péril des Eaux               | Wet Doom             | 16 février 2018     |
| 6  | 6a      | Super WC                     | Sushi Sitter         | 5 mai 2018          |
| 6  | 6b      | Bête de stade                | Cheer Beast          | 5 mai 2018          |
| 7  | 7a      | Mini Bambin                  | Tiny Toddler         | 12 mai 2018         |
| 7  | 7b      | La Bœuferie magique          | Magical Beefery Tour | 12 mai 2018         |
| 8  | 8a      | Wahoo le pote punchy         | The Wahoo Punch Bro  | 19 mai 2018         |
| 8  | 8b      | Le bolide rose               | Pink Rocket          | 19 mai 2018         |
| 9  | 9a      | Le Roupillotron              | Snooze Pods          | 11 juin 2018        |
| 9  | 9b      | Ain-cire font, font, font... | Mad Wax              | 12 juin 2018        |
| 10 | 10a     | Vidéo-Chantage               | Fails                | 13 juin 2018        |
| 10 | 10b     | Vicky la glue                | Sticky Vicky         | 14 juin 2018        |

## Univers de la série

### Les personnages
- Henry Prudence Hart / Kid Danger est l'acolyte de Captain Man.
- Raymond (Ray) Manchester / Captain Man est le super-héros résidentiel de Swellview.
- Schwoz est un inventeur qui travaille pour Captain Man et Kid Danger.
- Charlotte est l'une des amis d'Henry.
- Jasper est l'un des amis d'Henry.
- Piper Hart est la sœur d'Henry.
- Jack Hart[1] est le père d'Henry et Piper.
- Siren Hart est la mère de Henry et Piper.

## Accueil

### Audiences
| Saison | Début de saison   | Début de saison | Début de saison | Fin de saison     | Fin de saison   | Fin de saison | Moyenne des téléspectateurs |
| Saison | Date de diffusion | Téléspectateurs | Réf.            | Date de diffusion | Téléspectateurs | Ref.          | Moyenne des téléspectateurs |
| ------ | ----------------- | --------------- | --------------- | ----------------- | --------------- | ------------- | --------------------------- |
| 1      | 15 janvier 2018   | 1 410 000       | [ 9 ]           | 14 juin 2018      | 1 310 000       | [ 10 ]        | 1 200 000                   |

## Source
- (en) Cet article est partiellement ou en totalité issu de l’article de Wikipédia en anglais intitulé « The Adventures of Kid Danger » (voir la liste des auteurs).